# Hideo Shigehara
Hideo Shigehara (茂原英雄, Shigehara Hideo), aussi appelé Hideo Mohara (茂原英雄, Mohara Hideo), est un directeur de la photographie et monteur japonais, né en 1905 et mort le 8 décembre 1967.

## Biographie
Hideo Shigehara contribue comme chef opérateur à quarante-et-un films japonais, dont neuf également comme monteur entre 1923 et 1937.
Durant sa carrière, il est le collaborateur quasi-exclusif du réalisateur Yasujirō Ozu, notamment sur J'ai été diplômé, mais... (1929, avec Kinuyo Tanaka), Le Chœur de Tokyo (1931, avec Tatsuo Saitō), Gosses de Tokyo (1932, avec Tatsuo Saitō), Histoire d'herbes flottantes (1934) et Qu'est-ce que la dame a oublié ? (1937, avec Tatsuo Saitō).

## Filmographie partielle
Films de Yasujirō Ozu, comme directeur de la photographie, sauf mention contraire ou complémentaire.
- 1928 : Un couple déménage (引越し夫婦, Hikkoshi fufu?)
- 1928 : Femme perdue (女房紛失, Nyobo funshitsu?)
- 1928 : Un corps magnifique (肉体美, Nikutaibi?)
- 1928 : La Citrouille (カボチャ, Kabocha?)
- 1928 : Rêves de jeunesse (若人の夢, Wakodo no yume?)
- 1929 : La Montagne au trésor (宝の山, Takara no yama?)
- 1929 : Jours de jeunesse (学生ロマンス　若き日, Gakusei romansu : Wakaki hi?)
- 1929 : Combats amicaux à la japonaise (和製喧嘩友達, Wasei kenka tomodachi?)
- 1929 : J'ai été diplômé, mais... (大学は出たけれど, Daigaku wa detakeredo?)
- 1929 : La Vie d'un employé de bureau (会社員生活, Kaishain seikatsu?)
- 1930 : Introduction au mariage (結婚学入門, Kekkongaku nyūmon?)
- 1930 : Va d'un pas léger (朗かに歩め, Hogaraka ni ayume?)
- 1930 : J'ai été recalé, mais... (落第はしたけれど, Rakudai wa shitakeredo?) (+ monteur)
- 1930 : L'Épouse de la nuit (その夜の妻, Sono yo no tsuma?) (+ monteur)
- 1930 : L'Esprit vengeur d'Éros (エロ神の怨霊, Erogami no onryō?) (court métrage)
- 1930 : La chance a touché mes jambes (足に触った幸運, Ashi ni sawatta koun?)
- 1930 : Mademoiselle (お嬢さん, Ojosan?)
- 1931 : La Dame et le Barbu ou La Dame et les Barbes (淑女と髯, Shukujo to hige?) (+ monteur)
- 1931 : Les Malheurs de la beauté (美人と哀愁, Bijin aishu?)
- 1931 : Le Chœur de Tokyo (東京の合唱, Tōkyō no kōrasu?) (+ monteur)
- 1932 : Le printemps vient des femmes (春は御婦人から, Haru wa gofujin kara?)
- 1932 : Gosses de Tokyo (大人の見る絵本　生れてはみたけれど, Otona no miru ehon - Umarete wa mita keredo?) (+ monteur)
- 1932 : Où sont les rêves de jeunesse ? (青春の夢いまいづこ, Seishun no yume imaizuko?) (+ monteur)
- 1932 : Jusqu'à notre prochaine rencontre (また逢ふ日まで, Mata au hi made?) (+ monteur)
- 1933 : Une femme de Tokyo (東京の女, Tōkyō no onna?)
- 1933 : Femmes et Voyous (非常線の女, Hijosen no onna?)
- 1933 : Cœur capricieux (出来ごころ, Dekigokoro?)
- 1934 : Histoire d'herbes flottantes (浮草物語, Ukikusa monogatari?) (+ monteur)
- 1935 : Une jeune fille pure (箱入娘, Hakoiri musume?)
- 1935 : Une auberge à Tokyo (東京の宿, Tōkyō no yado?) (+ monteur)
- 1936 : Le collège est un endroit agréable (大学よいとこ, Daigaku yoitoko?)
- 1936 : Le Nouveau Chemin : Ryota (新道後篇, Shindo: Kohen Ryota no maki?) de Heinosuke Gosho
- 1936 : La Danse du lion (鏡獅子, Kagamijishi?)
- 1937 : La Chanson du panier à fleur (花籠の歌, Hana-kago no uta?) de Heinosuke Gosho
- 1937 : Qu'est-ce que la dame a oublié ? (淑女は何を忘れたか, Shukujo wa nani o wasureta ka?)